# كريستين ناغل
كريستين ناغل (مواليد 1959 في جنيف ، سويسرا) هي صانعة عطور سويسرية ، مديرة إبداع وعملت كصانع عطور في هيرميس منذ 1 يناير 2016، قبل انضمامها ، ابتكرت عطورًا شهيرة مثل نارسيسو رودريغز فور هير (2003 ، مع فرانسيس كوركديجان) و ميس ديور شيري (2005) ، بالإضافة إلى عطور متخصصة مثل خشب المريمية وملح البحر ، واحد من 47 عطرًا ابتكرتها لجو مالون لندن. حصلت على جوائز من مؤسسة العطر ومؤسسة فرانسوا كوتي وجوائز ماري كلير الدولية للعطور.